# 山西高校教育园区
山西高校教育园区，又名山西大学城、山西高校新校区，位于山西省晋中市榆次区北部新城北侧。

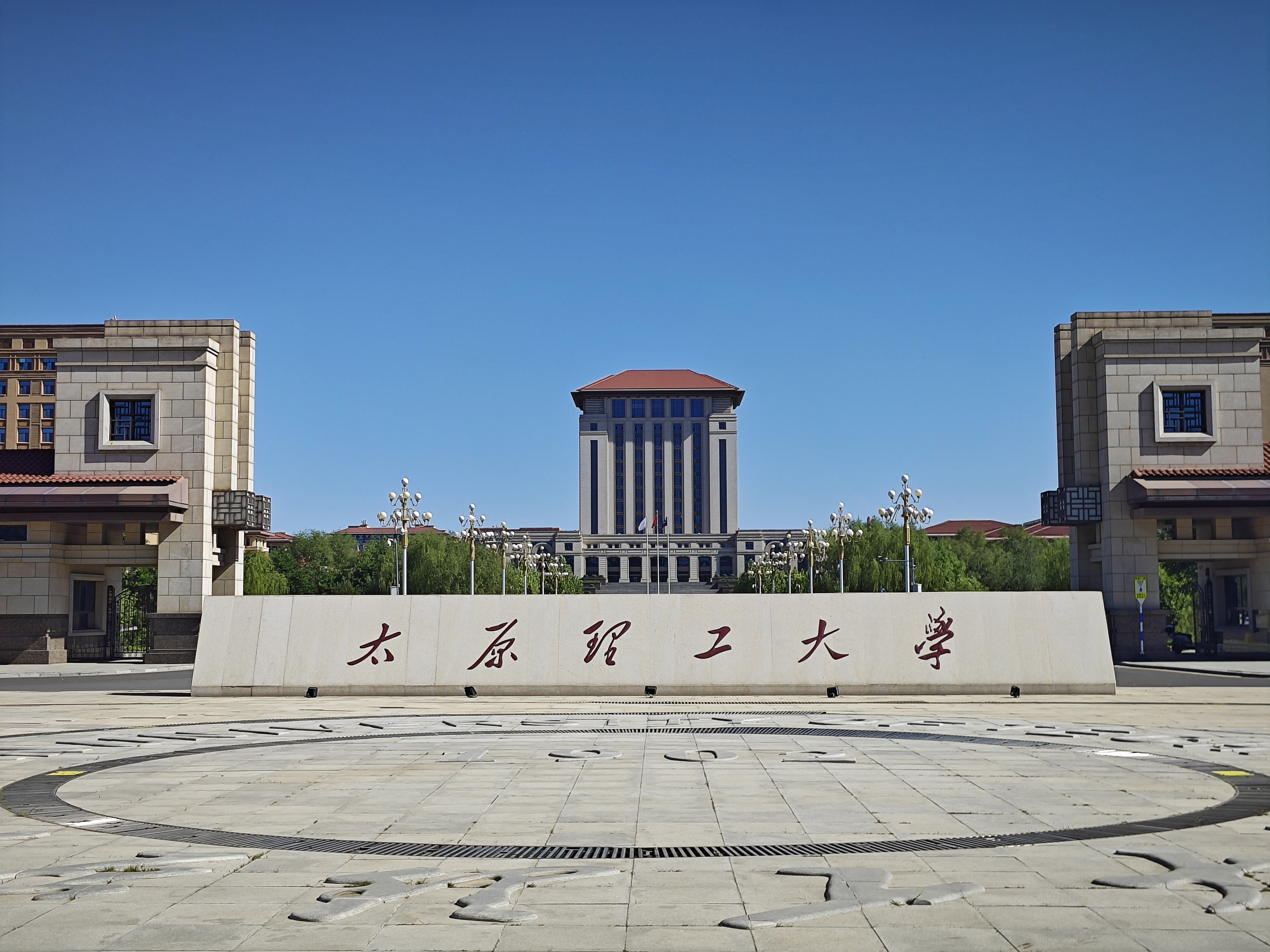
太原理工大学明向校区校门，位于晋中市榆次区大学街209号

## 概况

### 一期规划
山西高校教育园区一期规划占地9900亩，总建筑面积360万平方米，规划范围内师生总数约为11.51万人，总投资131亿元（不含建设利息），是山西省2011年度～2012年度的重点工程，2011年4月开始建设。截至2012年11月，已完成投资规模近30亿元。

## 学校
一期规划入驻的高校有：

| - 太原理工大学 - 山西医科大学 - 太原师范学院 - 晋中学院 | - 山西传媒学院（原定名为山西传媒与艺术学院） - 山西中医药大学 - 山西职工医学院 | - 山西煤炭管理干部学院（即山西煤炭学院（筹）） - 山西交通职业技术学院 - 山西建筑职业技术学院 |

其中山西传媒与艺术学院、山西煤炭学院为山西省新组建的高校。